# 雷克斯汉姆大学
雷克瑟姆大学是位于英國东北威尔士的一所综合性大学。主校区坐落于雷克瑟姆城西部。其诺索普校区（Northop Campus）位于弗林特郡的村庄诺索普（Northop）。曾經稱為東北威爾士高等教育機構（North East Wales Institute of Higher Education）。2011年至2013年在英國大學內排在100名左右。

## 历史
1887年，雷克瑟母科技艺术学校成立。1924年，所有的雷克瑟母毕业生都可以获得伦敦大学颁发的学位证。1927年，更名为Denbighshire技术学院。1975年合并Cartrefle教师培训学习、Kelsterton学院更名东北威尔士高等教育学校，并以萨尔福德大学名义颁发学位。
1993年，学院作为观察员加入威尔士大学系统，继续教育课程转入Wrexham耶鲁学院（Yale College，现Coleg Cambria）。
2004年，通过资格审核，正式成为威尔士大学系统一员。
2008年获得准许颁发本科学位文凭。同年，改名Glyndŵr University，中国教育部正式名称为格林多大学。
2016年，开始使用Wrexham Glyndŵr University雷克瑟姆格林多大学作为名称。
2023年，开始使用Wrexham University雷克瑟姆大学作为名称。

## 外部連結
- Wrexham University